# Klaus Nomi
Klaus Nomi, pseudonimo di Klaus Sperber (Immenstadt, 24 gennaio 1944 – New York, 6 agosto 1983), è stato un cantante tedesco di musica pop e synth pop che ha cantato come contraltista.

## Biografia

### I primi anni
Bavarese di nascita, Sperber si interessò fin da piccolo alla musica lirica e pop e scoprì in giovane età di avere talento come cantante lirico. I tentativi iniziali in questa carriera si rivelarono però infruttuosi e così Klaus imparò il mestiere del pasticciere. Egli lavorò anche come comparsa sulle scene teatrali di Essen, per poi concludere la sua formazione canora a Berlino, dove si mise inoltre al servizio della Deutsche Oper come maschera. Pur avendo studiato per alcuni semestri presso un istituto superiore di musica, non venne accolto da nessun teatro.
Nel 1973 si stabilì a New York, dove negli anni successivi si mantenne con lavori stagionali, allenando nel frattempo la propria voce da tenore a controtenore. Fu in questo periodo che Sperber assunse il nome d'arte Klaus Nomi, iniziando ad esibirsi in scantinati, dove diventò ben presto un'attrazione "underground" grazie al suo talento ed al suo particolare modo di presentarsi.
Nel 1978 venne notato da David Bowie, che lo impiegò come cantante di background per lo spettacolo Saturday Night Live sulla rete televisiva NBC. Questa esibizione fu per Klaus Nomi il primo ragguardevole successo e gli valse un contratto discografico. In seguito, persino Bowie si sarebbe fortemente ispirato, nella scelta dei suoi costumi, allo stile originale di Nomi.

### Klaus Nomi
Il primo album, omonimo, uscì nel 1981. Registrato in tre anni, conteneva alcune cover, due delle quali estratte come singoli (You Don't Own Me, uscita in Francia e Spagna nel 1981, e Lightning Strikes, pubblicata in Regno Unito nel 1982 e corredata da un videoclip) e due brani provenienti da opere liriche (The Cold Song dall'opera teatrale King Arthur di Henry Purcell, pubblicata come singolo in Francia dove ottenne un buon successo nella Hit Parade a cavallo tra il 1981 e il 1982, e l'aria Mon cœur s'ouvre à ta voix da Sansone e Dalila di Camille Saint-Saëns, registrata dal vivo nel 1980), oltre a cinque brani inediti, due dei quali composti dallo stesso Nomi; tra questi, Total Eclipse fu scelta come singolo in Germania e negli USA, mentre Nomi Song uscì in Francia accompagnata da un videoclip. L'album raggiunse il secondo posto in Francia e conquistò il disco d'oro per le oltre 100 000 copie vendute. Klaus Nomi prese parte a diverse trasmissioni televisive tra Francia e Germania per promuovere il suo primo lavoro.

### Simple Man
Nel 1982 viene pubblicato il secondo album di inediti, Simple Man, trainato dai singoli Ding Dong (cover del brano Ding-Dong! The Witch Is Dead composto per il film Il mago di Oz) e Simple Man di cui venne girato un videoclip. Come l'album precedente, Simple Man conteneva delle cover ed alcuni estratti da opere liriche (questa volta tratte da Didone ed Enea di Henry Purcell), mentre era aperto e chiuso dal brano If My Complaints Could Passion Move del compositore rinascimentale John Dowland. Anche questo disco si affermò in Francia raggiungendo il decimo posto e restando in classifica per diverse settimane tra il 1982 e il 1983.
Verso la fine del 1982 Klaus Nomi intraprese una piccola tournée in Europa, dove fece un'apparizione anche alla manifestazione musicale Klassik Rocknacht di Eberhard Schöner. Di ritorno a New York gli venne diagnosticata la sieropositività all'HIV, che all'epoca era ancora quasi sconosciuto.

### Morte
Al momento della sua morte per AIDS, avvenuta il 6 agosto del 1983, Klaus Nomi era ben lontano dall'aver raggiunto l'apice della sua carriera e si ritiene che se non fosse scomparso prematuramente sarebbe diventato un cantante di successo mondiale. Nonostante abbia raggiunto una certa popolarità a New York e Parigi, Nomi è ancora oggi poco noto in Germania e in Europa. Klaus fu cremato e le sue ceneri sparse sopra la città di New York.

### Opera postuma
Verso la fine del 1983 venne pubblicata la raccolta postuma Encore contenente diverse canzoni provenienti dai suoi due album in studio e tre inediti, incluso il lied Der Nussbaum di Schumann. L'album ottenne un discreto successo nelle classifiche francesi, dove stazionò per varie settimane.
Nel 1986 uscì il primo album dal vivo, intitolato In Concert, registrato nel 1979 e trainato da una cover di I Feel Love di Donna Summer, reinterpretata da Nomi con parole in italiano.
Dopo una serie di Greatest hits pubblicati negli anni '90, finalmente nel 2008 venne dato alle stampe Za Bakdaz: The Unfinished Opera con varie registrazioni inedite.

## Profilo artistico
Il genere musicale di Klaus Nomi era caratterizzato da una mescolanza di musica new wave e lirica. Le sue esibizioni erano caratterizzate da una coreografia retrò-futuristica ispirata alle avanguardie degli anni Venti, mentre il suo volto truccato di bianco (come una maschera kabuki) con labbra nere, corredato da abbigliamento e pettinature cubiste, era il suo tratto distintivo.
Il nome d'arte "Nomi" è un anagramma del prefisso latino omni ("tutto"), allusione al proprio stile musicale, che riuniva elementi di tendenze musicali completamente differenti (canto classico, pop e rock).
Il repertorio di Klaus Nomi comprendeva quindi stili musicali eterogenei: oltre a proprie composizioni dai forti influssi new wave, tra cui Nomi Song, Total Eclipse e Simple Man, Nomi interpretò soprattutto brani pop degli anni Sessanta, tra cui Can't Help Falling in Love di Elvis Presley e The Twist di Chubby Checker, e arie come The Cold Song di Purcell e Mon cœur s'ouvre à ta voix di Saint-Saëns.

## Influenze e importanza culturale
Filmaker come Andrew Horn e scrittori come Jim Fouratt considerano Nomi parte fondamentale della scena culturale dell'East Village newyorkese degli anni '70 e '80, la stessa che partecipò allo sviluppo di diversi fenomeni musicali e culturali di quell'epoca come il punk rock e l'avant-garde.
Nel 2004 un documentario sulla vita di Nomi, girato da Andrew Horn, dal titolo The Nomi Song ha attratto interesse postumo attorno al cantante e diverse sono state le manifestazioni che gli sono state dedicate. Per esempio la mostra alla galleria New Langton Arts di San Francisco e quella al Res Pira Lab di Milano (successivamente trasferita alla Strychnin Gallery di Berlino), intitolata Do You Nomi?. Per questa mostra la galleria milanese ha commissionato una colonna sonora ispirata all'artista tedesco ad una serie di musicisti sperimentali europei, fra questi il cantante che da molti viene considerato come l'erede di Klaus Nomi, l'italiano (ma di stanza a Londra) Ernesto Tomasini.
Nel 2001 il gruppo tedesco dei Rosenstolz, assieme alle pop star Marc Almond e Nina Hagen, hanno inciso una cover di "Total Eclipse" per un maxi CD single.
L'icona pop britannica Morrissey ha usato diverse canzoni di Nomi per aprire i propri concerti.
L'estetica di Nomi ha avuto una forte influenza su diversi creatori di moda femminile, per esempio Boudicca, Givenchy e Paco Rabanne,
oltre ai disegnatori per uomo Gareth Pugh e Bruno Pieters per Hugo Boss.
La collezione della primavera 2009 di Jean Paul Gaultier era fortemente influenzata da Nomi ed in più lo stilista ha usato la canzone Nomi Song in passerella.

## Discografia parziale

### Album in studio
- 1981 - Klaus Nomi
- 1982 - Simple Man
- 2008 - Za Bakdaz: The Unfinished Opera (postumo)

### Album dal vivo
- 1986 - In Concert (postumo)

### Raccolte
- 1983 - Encore (postumo)
- 1991 - The Collection
- 1994 - The Essential
- 1999 - Eclipsed: The Best of Klaus Nomi

### Singoli
- 1981 - You Don't Own Me / Falling In Love Again (7", solo in Francia e Spagna)
- 1981 - You Don't Own Me / Lightning Strikes / The Cold Song (12", solo in Francia)
- 1981 - Total Eclipse / Falling In Love Again (7", solo in Germania)
- 1981 - Total Eclipse (Live) (7", solo negli USA)
- 1982 - Lightning Strikes / Falling In Love Again (7", solo nel Regno Unito)
- 1982 - Nomi Song / The Cold Song (7", solo in Francia)
- 1982 - Ding Dong / Death (7", solo in Germania e nel Regno Unito)
- 1982 - Ding Dong / ICUROK (7", solo in Francia)
- 1982 - Simple Man / Death (7", solo in Francia e Spagna)
- 1982 - Wayward Sisters / Ding Dong / Simple Man / Death (12", solo in Francia)
- 1983 - ICUROK / Simple Man (12", solo in Canada)
- 1983 - Just One Look / Rubberband Lazer (7", solo in Canada)
- 1983 - The Cold Song / Wasting My Time (7", solo in Francia)
- 1983 - The Cold Song / Keys of Life (7", solo in Giappone)
- 1985 - Ding Dong (Extended Version) / Samson and Delilah (Aria) (12", solo in Francia)
- 1986 - I Feel Love (Studio Version) / I Feel Love (Live Version) (7", solo in Europa)
- 1998 - Za Bak Daz / Silent Night